# 高睿騰
高睿騰（英語：Reton Kao，1988年8月2日—），出生於台灣台北市，臺灣旅游作家與艺术家、著名飞行常客奖励计划玩家、國際政治評論家與企业家，也是在台灣知名的美國運通 Centurion 持卡人之一。旗下有自媒体《高睿騰環旅漫遊》，著有全球第一本常旅客計劃為主題的中文書：《飛客心法》，其著作於台灣國家圖書館與多個城市與大學圖書館列入館藏，亦有被引用於台灣博碩士論文中。

## 生平
生長在台灣台北市文山區，曾赴加拿大温尼伯就讀曼尼托巴大學， 2008年移居回台灣後發展多項興趣與工作，長期擔任國際酒店集團與航空公司的秘密客評鑑工作，也曾於台北市開設共用工作空間計劃：CLBC Coworking Space。並獲得當時2014年中華民國直轄市長及縣市長選舉臺北市市長參選人柯文哲的欣賞，隨後影響 2018 年柯文哲競選2018年中華民國直轄市長及縣市長選舉台北市市長連任時，特別將競選總部設立在共用工作空間。2016 年創立台灣常旅客計劃論壇與創辦常旅客旅遊媒體與神秘顧客服務公司：旅合金（TripGoKing）。
出任過鴻海科技集團旗下賽博數碼廣場事業體張瑞麟特別助理、加拿大航空行銷公關以及 Wota Lifestyle 首席运营官。
2022年6月創立新的奢華旅遊品牌 Le Orano，並且為首席執行官。
2023年6月遭爆料學歷爭議。

## 政治影響力
長期關心台灣國際地位問題，曾應美國友台單位訪問位於纽约的联合国总部大楼，該次因联合国台灣問題在場發言質疑聯合國長期漠視臺灣人代表權問題與聯合國大會第2758號決議，中國中国共产党中央直屬事業單位《环球时报》就因本次事件特別篇幅抨擊高睿騰在聯合國的行為。
2018 年與美國友台單位在美国国会遊說包含台灣旅行法與2018年亞洲再保證倡議法等友台法案，並且於同年 9 月受時任美国总统唐納·川普邀請訪問白宮，聲援台灣聯合國協進會前往紐約為台灣入聯發聲。
2020年中華民國總統選舉中，高睿騰也接受日本广播协会(NHK)專訪表達對中华人民共和国政府的一国两制、香港問題與新疆种族灭绝指控表達質疑，並呼籲旅日台灣人應當回台灣表達自己的意見與參與投票。

## 媒體曝光

### 節目來賓
| 播出日期            | 節目名稱          | 頻道           |
| ------------------- | ----------------- | -------------- |
| 2016 年 9 月 18 日  | 上班這黨事        | TVBS歡樂台     |
| 2016 年 10 月       | 生活好幸福        | 中華電視公司   |
| 2019 年 10 月 26 日 | 咪一下            | Apple Podcasts |
| 2020 年 4 月 10 日  | 研究生Talk        | Google播客     |
| 2020 年 7 月        | 有一種Style叫樂活 | 壹電視         |
| 2020 年 11 月 1 日  | Money101          | YouTube        |
| 2021 年 4 月 24 日  | 耳朵旅行社        | KKBOX          |
| 2021 年 5 月 14 日  | 理財練消費        | Spotify        |
| 2021 年 6 月 7 日   | 安森說說          | YouTube        |

### 出版著作
| 年份   | 書名         | 出版社   | ISBN          |
| ------ | ------------ | -------- | ------------- |
| 2018年 | 《飛客心法》 | 寫樂文化 | 9789869561174 |

### 廣告合作
| 年份   | 廣告             |
| ------ | ---------------- |
| 2020年 | 麥卡倫威士忌     |
| 2021年 | 聖緹雅醫美愛力根 |
| 2021年 | 軒尼詩 (白蘭地)  |

### 新聞專訪
| 日期                | 主題                                           | 媒體     |
| ------------------- | ---------------------------------------------- | -------- |
| 2014 年 7 月 13 日  | 共同工作空間 創業者相互激盪：游適任/高睿騰     | 好房網   |
| 2015 年 11 月 27 日 | 共用工作空間 港台創業家的夢想起點              | 今周刊   |
| 2016 年 10 月       | 聰明理財，亨利族來了！                         | 遠見雜誌 |
| 2018 年 9 月 27 日  | 不甩三大航空聯盟？他預測張國煒將自組「小聯盟」 | 遠見雜誌 |
| 2020 年 1 月 11 日  | NHKニュースおはよう日本                        | NHK      |

## 外部連結
- 高睿騰 Reton 的 Facebook 專頁 （页面存档备份，存于）
- 高睿騰 Reton 的 Instagram
- 《高睿騰環旅漫遊》 （页面存档备份，存于）